# 伊图埃罗伊拉马
伊图埃罗伊拉马，是西班牙卡斯蒂利亚-莱昂塞戈维亚省的一个市镇。 总面积13平方公里，总人口90人（2001年），人口密度7人/平方公里。